# Il rinoceronte (Longhi)
Il rinoceronte è un dipinto del pittore italiano Pietro Longhi, ubicato presso il palazzo Ca' Rezzonico di Venezia, nel Museo del Settecento Veneziano.

## Storia
Nel 1895 l'opera, che fino ad allora era esposta nella collezione Morosini di Venezia, fu acquistata dai Musei Civici Veneziani, per poi essere portata nel museo attuale nel 1936. È stata restaurata nel 1946 da Antonio Lazzarin.

## Descrizione
Il soggetto raffigurato nel dipinto è la rinocerontessa indiana Clara, divenuta famosa nell'Europa del XVIII secolo per il giro delle più importanti città del continente, che compì in 17 anni della sua vita, dove fu condotta direttamente dal Bengala dall'impresario di Leida Douwe Mout van der Meer, un capitano dell'India olandese.
L'ironica descrizione del declino dell'aristocrazia, tipica delle opere di Longhi, è visibile anzitutto nel mucchio di letame che sta ai piedi del rinoceronte, rappresentato in primo piano in tutta la sua grandezza, in netto contrasto, quindi, con le regole di un dignitoso buon gusto. Gli aristocratici che sono sulle gradinate ad osservare l'animale, intento a mangiare la paglia con un'aria ormai rassegnata, presentano sia espressioni indifferenti che di totale assenza.

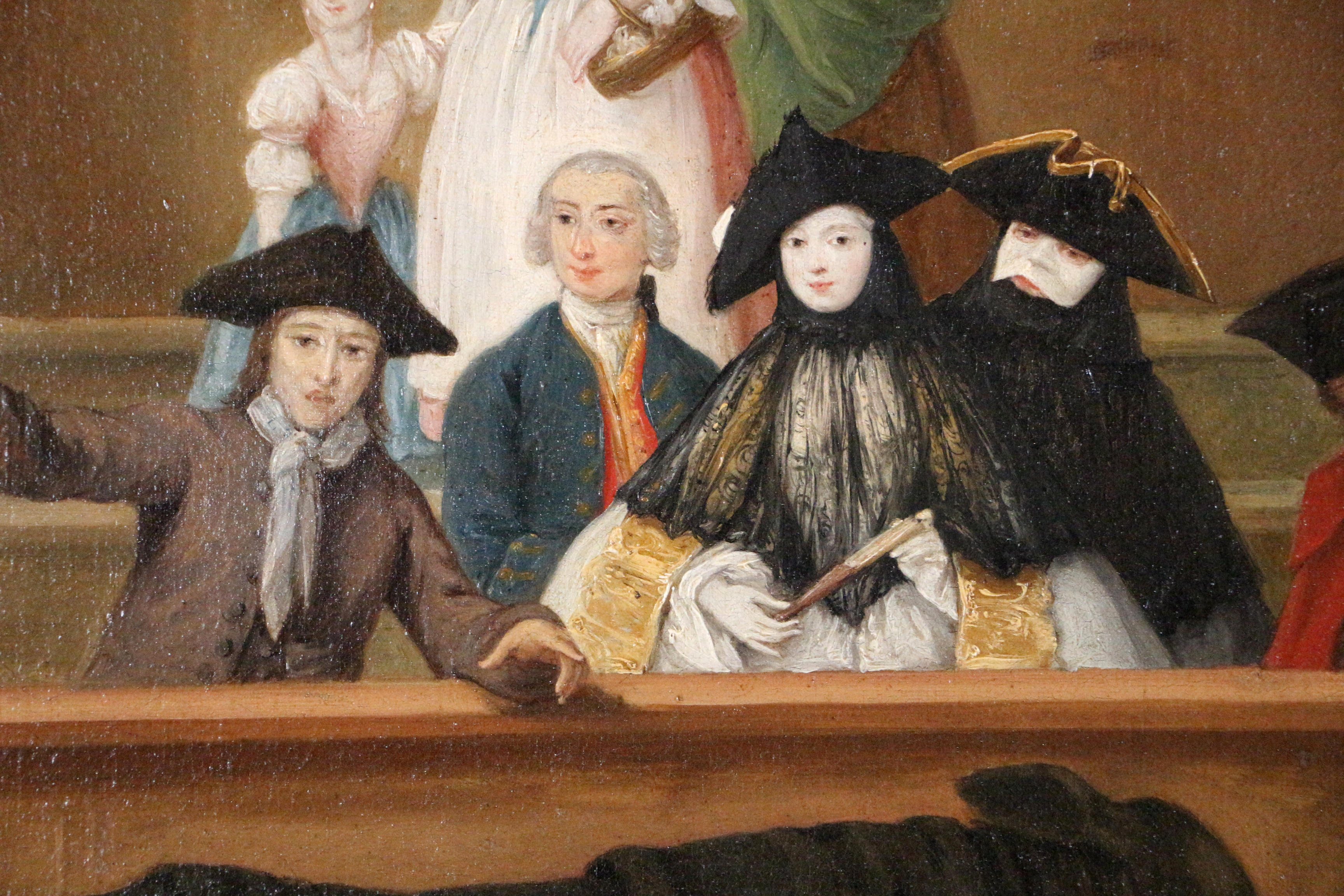
Gli aristocratici della prima gradinata

Guardando, da sinistra verso destra, i nobili della prima gradinata, si può vedere il primo uomo, proprietario dell'animale, che solleva una frusta con il braccio destro e che mostra nella mano dello stesso arto il corno segato del rinoceronte, che ne è infatti privo. Nel quarto nobile si possono vedere abiti tipicamente veneziani, infatti quest'ultimo indossa la bauta, un tricorno e un mantello. L'ultimo giovane invece è raffigurato nell'atto di fumare.

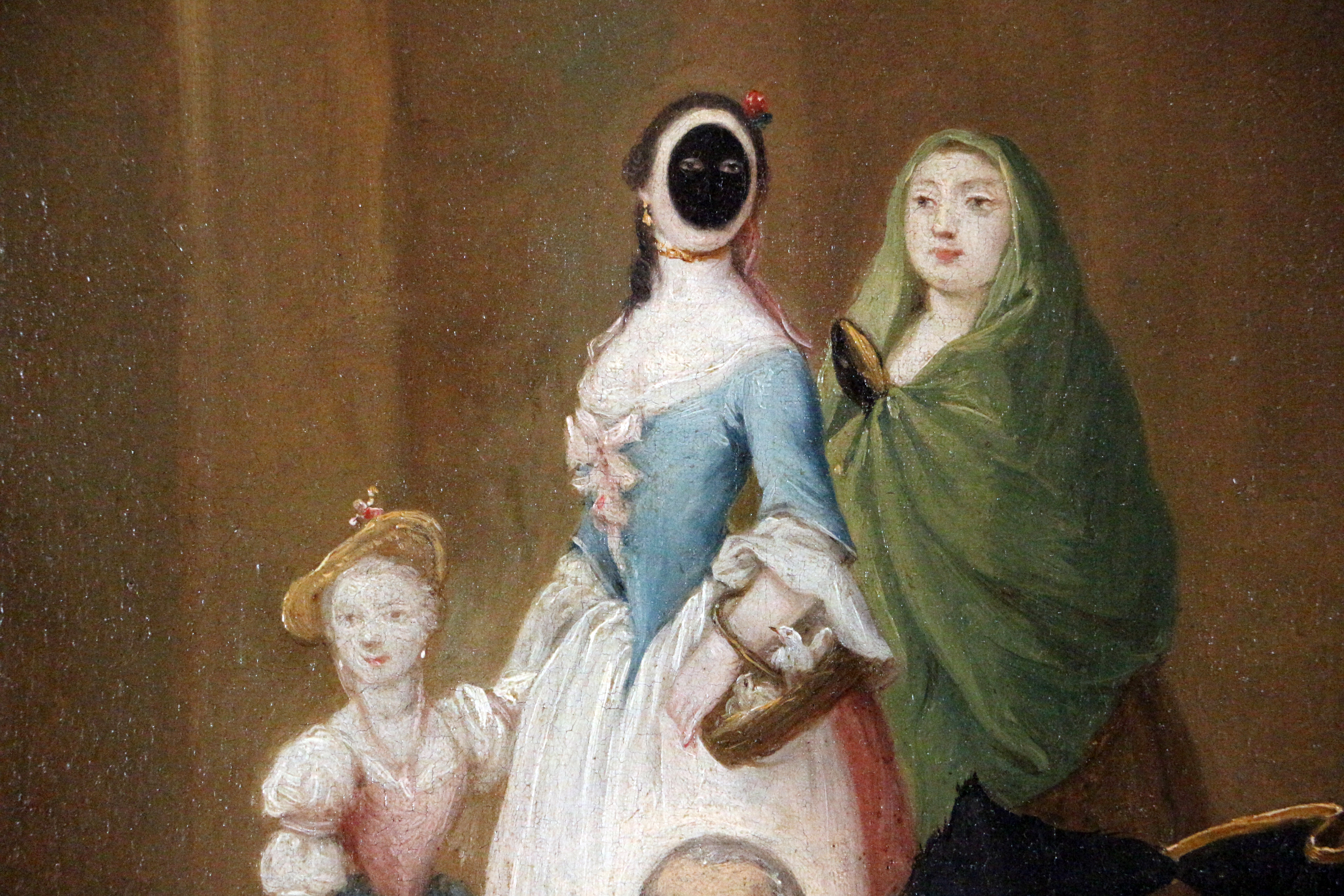
Le nobildonne della seconda gradinata

Nella fila della seconda gradinata vediamo sempre un caratteristico abbigliamento veneziano, con la nobildonna al centro indossante la moretta, una maschera nera di forma circolare, affiancata da una giovane a destra e da una donna più matura a sinistra, avvolta in un mantello verde.

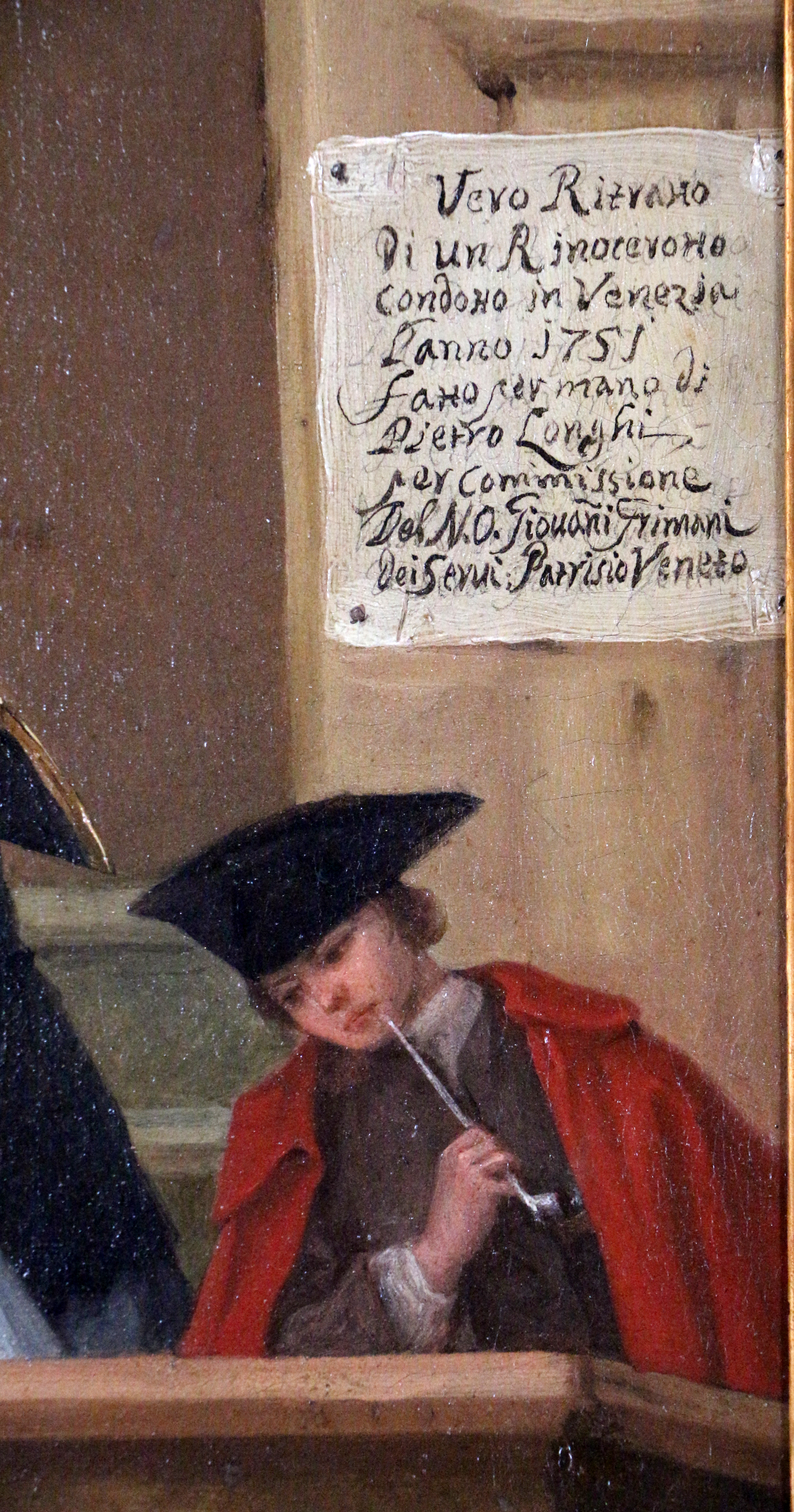
Il cartiglio appeso dietro il giovane intento a fumare una pipa

A destra, sulla parete lignea, è inchiodato un cartiglio che ci permette di leggere la seguente iscrizione: "Vero Ritratto / di un Rinocerotto / condotto in Venezia / l'anno 1751 / fatto per mano di / Pietro Longhi / per commissione / del N.O. Giovanni Grimani / dei Servi di Patrizio Veneto".
Il nobiluomo citato nella scritta, Giovanni Grimani, che all'epoca del dipinto aveva 23 anni, non a caso commissionò a Longhi un'opera con tale soggetto: possedeva infatti una sorta di zoo privato, costituito da tanti animali esotici, all'interno della sua villa. Inoltre venne raffigurato all'interno dell'opera: è il secondo aristocratico visibile nella prima gradinata. La persona che è ritratta alla sua sinistra è invece Caterina Contarini, sua moglie, che morì all'indomani della realizzazione del dipinto, dopo la nascita della loro unica bambina.

## La versione di Londra

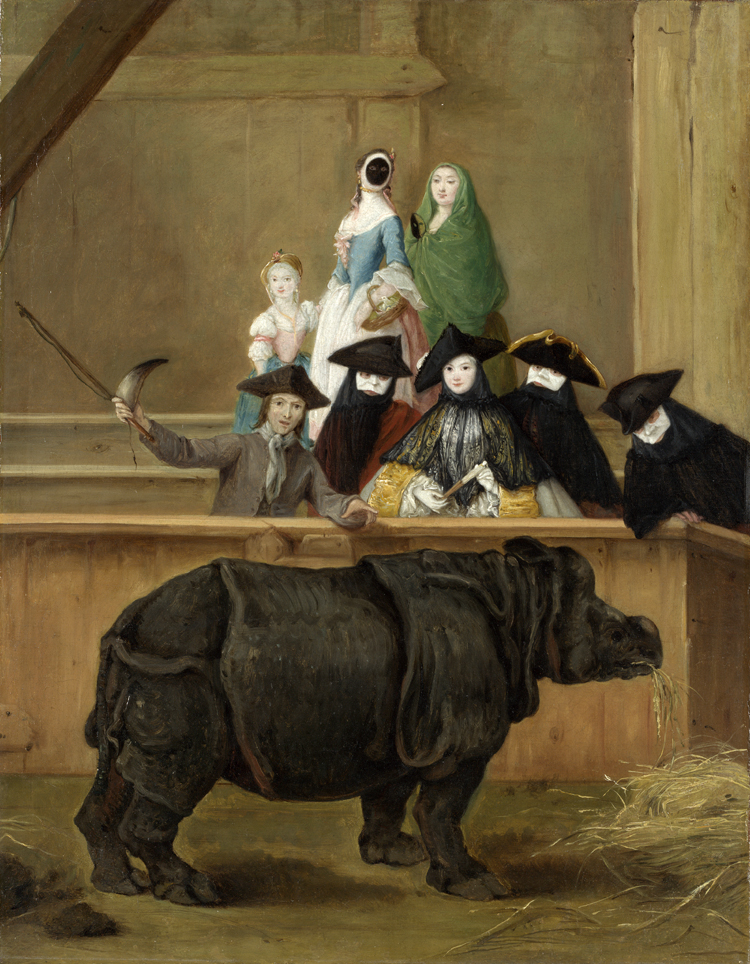
Pietro Longhi, Mostra di un rinoceronte a Venezia, 1751, 60.5×47, olio su tela, National Gallery, Londra

Un'altra versione del dipinto, commissionata stavolta dal nobiluomo Girolamo Mocenigo e intitolata Mostra di un rinoceronte a Venezia, è esposta presso la National Gallery di Londra. Il nome del committente è stato rivelato, durante una foderatura, sul verso della tela, con una scritta che riporta: "... per commissione del Nobile Uomo Sier / Girolamo Mocenigo / Patrizio Veneto".
Qui il cartiglio della versione esposta a Venezia è assente mentre il secondo e il quinto nobile della prima gradinata sono mascherati.